# Sosippinae
Sosippinae Dondale, 1986 è una sottofamiglia di ragni appartenente alla famiglia Lycosidae.

## Caratteristiche
I caratteri diagnostici più rilevanti di questa sottofamiglia sono:.
1. L'apofisi terminale è perduta; la scanalatura tegulare del pedipalpo ha funzioni di conduttore[1].
2. L'embolo è attorniato da processi tegulari[1].
3. La palea è ben sviluppata; con il termine palea si intende uno sclerite sviluppato nella parete del sacco membranoso che sta alla base dell'embolo. Da esso derivano sia l'embolo stesso che l'apofisi terminale che in questa sottofamiglia è assente[1].

## Distribuzione
I sei generi oggi noti di questa sottofamiglia sono diffusi nella Regione paleartica e nell'America meridionale.

## Tassonomia
Attualmente, a dicembre 2021, è costituita da 6 generi:
1. Aglaoctenus Tullgren, 1905 - dalla Colombia all'Argentina
2. Diapontia Keyserling, 1876 - Argentina, Perù, Brasile, Uruguay
3. Hygrolycosa Dahl, 1908 - Regione paleartica
4. Hippasella Mello-Leitao, 1944 - Perù, Bolivia, Argentina
5. Melocosa Gertsch, 1937 - USA, Canada, Alaska, Brasile
6. Sosippus Simon, 1888 - Americhe